# Зиборовка
Зиборовка — село в Шебекинском районе Белгородской области России, входит в состав Муромского сельского поселения.

## География
Территория села расположена в регионе Черноземья на юго-западе Шебекинского района, в холмистой, лесостепной зоне Среднерусской возвышенности. На территории села нет протекающих рек, однако есть несколько небольших водоёмов.
Село находится в 23-х километрах до Шебекино и в 33-х километрах до Белгорода. 

## История
Первое упоминание о Зиборовке встречается в писцовых книгах за 1773 год. В 1779-м село вошло в состав Белгородского уезда Курского наместничества Российского государства. Более ста лет до этого Зиборовка входила в состав Слободской Украины.
Славилась Зиборовка своими ярмарками, в селе широко был развит товарообмен. Тут никогда не было помещичьих владений, что способствовало развитию крепких крестьянских хозяйств. Близость Харькова и Белгорода способствовала развитию местных и отхожих промыслов.
Белгородская область в 1917-1919 году была ареной ожесточённой борьбы с советской властью. Здесь были и войска кайзеровской Германии вместе с гайдамаками Петлюры, и Добровольческая армия Деникина. Особенно напряжённым выдался 1919 год – в январе территория области была освобождена революционными войсками от германской оккупации, а уже в июне сюда вошли передовые части Добровольческой армии под командованием генерала Владимира Май-Маевского, которые были выбиты «красными» в конце ноября-начале декабря этого же года, после чего в регионе была окончательно установлена «власть Советов».
Во время Великой Отечественной войны в Зиборовке находились немецкие военный госпиталь и склад артиллерийских боеприпасов.
С 20 декабря 2004 года по 19 апреля 2018 года село входило в упразднённое Муромское сельское поселение.

## Население
По переписи 1884 года в селе Зиборовка Муромской волости Белгородского уезда было 190 дворов, 1414 жителей, имелось 15 «промышленных заведений», кабак, лавка. В селе при церкви открылась школа – каменное здание под железной крышей.

В 1932 году Зиборовка являлась центром сельского совета в Шебекинском районе. Население ее составляло тогда 2471 человек. В 1940 году село вошло в состав Муромского сельского Совета.
| 2002 | 2010 |
| ---- | ---- |
| 329  | →329 |

Памятники
- Могила Партизанки-разведчицы Литвиновой-Выродовой Е.Я., расстрелянной фашистами, расположена на опушке леса[5].
- Братская могила 40 советских войнов, погибших в боях с фашистскими захватчиками, расположена в центре села[6].
- Дмитриевская церковь села Зиборовка - снесена большевиками в 1931-м году.  При храме действовала церковно-приходская школа, в которой обучались 54 мальчика и 22 девочки.  Священник Иоанн Васильев был награжден бронзовой медалью в память Всеобщей переписи 1897 года, памятной серебряной медалью – в честь императора Александра III, серебряной медаль за преподавание в церковно- приходской школе и юбилейной бронзовой медалью в честь 300-летия Дома Романовых. Псаломщик Феодор Чевычелов также был удостоен этой награды.